# إيرفن أوميتش
إيرفن أوميتش (بالألمانية: Ervin Omic)‏ هو لاعب كرة قدم نمساوي في مركز الوسط، ولد في 20 يناير 2003 في Ried im Innkreis ‏ في النمسا.

## وصلات خارجية
- إيرفن أوميتش على موقع قاعدة بيانات كرة القدم.إي يو (الإنجليزية)
- إيرفن أوميتش على موقع Soccerway.com (الإنجليزية)
- إيرفن أوميتش على موقع عالم كرة القدم.نت (الإنجليزية)